# Statejra I
Stateira I – perska królowa, córka Arsamesa (jej dziadkiem był Ostanes - jeden z braci Artakserksesa II) i Sysygambis – córki Artakserksesa II. Była siostrą i żoną Dariusza III, króla Persji z dynastia Achemidzkiej, miała z nim co najmniej dwie córki: Statejrę II i Drypetis. 

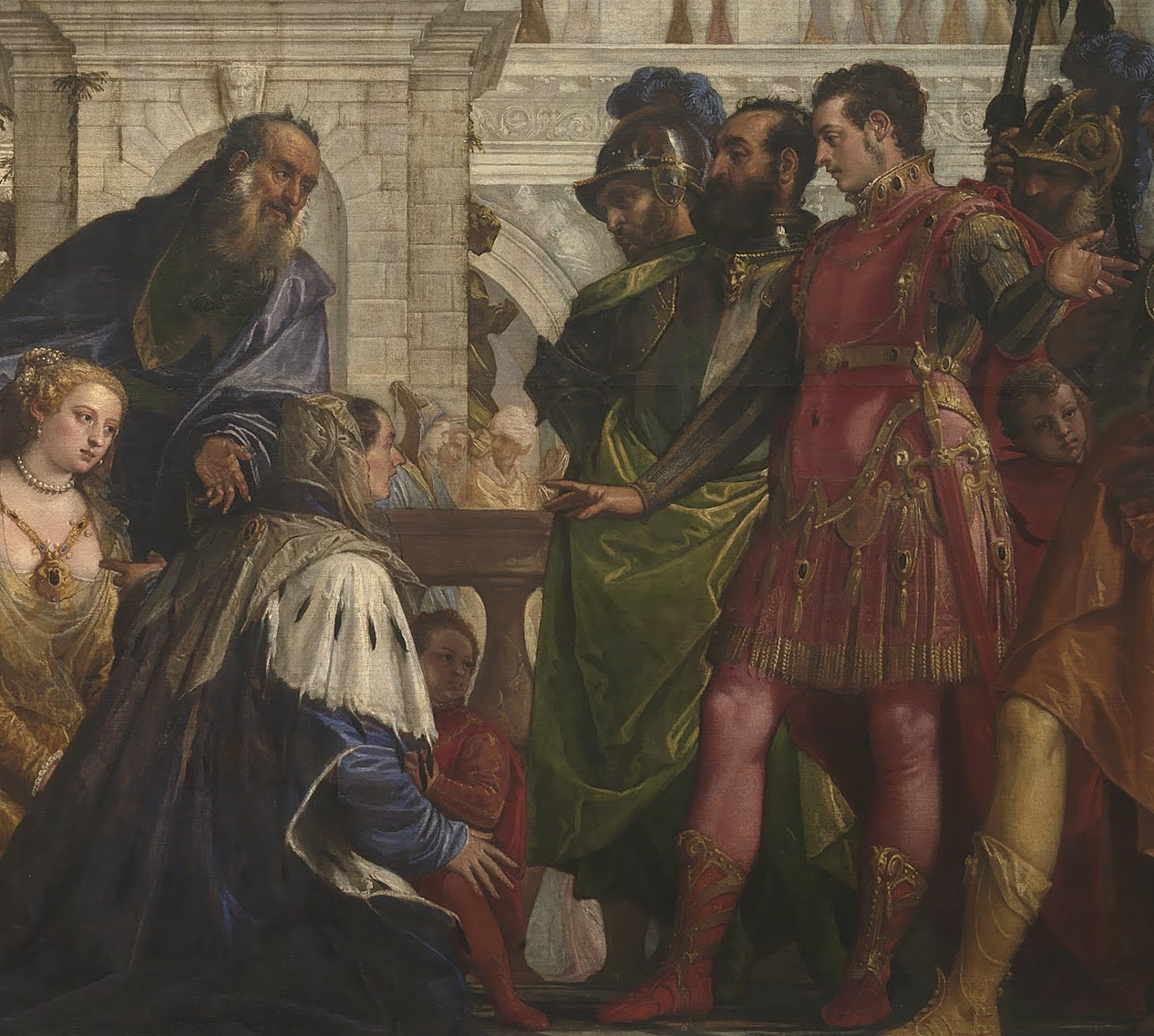
Rodzina Dariusza III przed Aleksandrem Macedońskim (obraz Paolo Veronese)

Razem z rodziną została pojmana przez Aleksandra Macedońskiego, po bitwie pod Issos, w 333 p.n.e.
Jej mąż uciekł razem z niedobitkami swojego wojska, a Aleksander traktował ją z należną czcią i zostawił przy życiu. Zmarła kilka miesięcy później podczas porodu, nadal będąc w niewoli.